# Sesamben

Sesamben på foten.

Sesamben eller "Sesamoidben" är icke viktbärande ben som sitter i närheten av en led, invuxen i en sena. Benets primära funktion är att öka avståndet mellan senan och ledcentrum för den led senan löper över och därigenom öka senans hävarm. På detta sätt effektiviserar sesambenet muskelns funktion. Kroppens största sesamben är patella (knäskålen). Ytterligare sesamben kan hittas vid tummens, pekfingrets och stortåns grundleder. Förekomsten av sesamben kan variera individuellt.